# Nova Kakhovka
Nova Kakhovka (en ucraïnès Нова Каховка) o Nóvaia Kakhovka (en rus Новая Каховка) és una ciutat de l'óblast de Kherson, Ucraïna. És un important port fluvial al Dniéper i a l'embassament de Kakhovka. Està situada a 58 km a l'est de Kherson. El 2021 tenia 45.069 habitants.

## Història

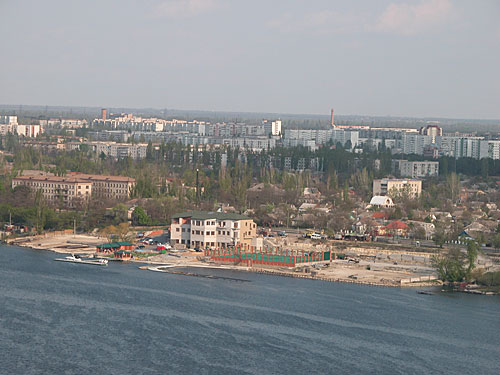
Vista aèria de Nova Kakhovka.

Nova Kakhovka fou fundada el 28 de febrer del 1952 en l'emplaçament del poble de Kliutxévoie (que ja existia des del 1891), prop de l'embassament de la central hidroelèctrica de Kakhovka, que començà a construir-se el 1947. La nova ciutat fou construïda pels treballadors empleats en la construcció de la central hidroelèctrica, essent anomenada des de l'origen Nova Kakhovka, ja que es torba a només 15 km de Kakhovka. Un cop la construcció de la central acabà, la majoria dels treballadors van romandre a viure-hi.